# 虞德隆
虞德隆（1580年—?），字元起，號素心，直隸鎮江府金壇縣人，明朝政治人物。

## 生平
萬曆三十四年（1606年）丙午科應天鄉試舉人，三十五年（1607年）丁未科進士，授山东安丘县知县，升南京吏部文选司主事，四十六年除补礼部主客司主事，天启元年三月，主考山东，历礼部儀制司员外郎，天启三年升礼部主客司郎中，出为湖广提学参政，入为南京太仆寺少卿，崇禎元年五月，刑科給事中佘昌祚劾免南太僕寺少卿虞德隆職。

## 家族
曾祖虞蕃。祖父虞岳。父虞一道，监生。嫡母杨氏，継母任氏，生母张氏。慈侍下。兄德伸。弟德懋、大受、虞大復（同科进士）、大定、德燁。

## 引用
1. ↑  《万历三十五年丁未科进士履历便览》：虞德隆，素心，書四房，庚辰五月十八日生，金坛人，丙午乡一百三十二名，会十三名，三甲一百四十七名，工部政，戊申授山东安丘知县，己酉本省同考，癸丑升南皮，升文选司主事，甲寅乙卯随丁内艱，戊午十月補礼部主客司主事，辛酉河南主考，本年升仪制司员外，壬戌武场同考，癸亥升郎中，甲子十二月升湖廣提学参政，丙寅升南太僕寺少卿，己巳京察。曾祖蕃，乡饮大宾；祖岳，監生；父一道，監生。
2. ↑  《明憙宗实录》：天启元年三月，命吏部文选司主事胡继羙、礼部主客司主事虞德隆、河南刑科给事中刘弘化、兵部武选司主事周鼎山东；光禄寺少卿何乔远、户部福建司员外郎李烨然山西；各主考。
3. ↑  天启七年十月，陞刘宇烈为南光禄寺卿、虞德隆为南太仆寺少卿。
4. ↑    - 光緒《金壇縣志》·卷八·選舉志：萬厯三十五年 黃士俊榜……虞德隆 字元起，授山東安邱知縣，刑吏部主事，厯禮部員外、郎中、湖廣提學參政、太僕寺少卿。……萬厯三十四年 解元鄒之麟……虞德隆 見進士
5. ↑  龚延明主编. . 宁波: 宁波出版社. 2016. ISBN 978-7-5526-2320-8. 《天一閣藏明代科舉錄選刊.登科錄》之《萬曆三十五年丁未科進士登科録》